# Antonio Roma
Antonio Roma (Villa Lugano, 13 de julho de 1932 - Buenos Aires, 20 de fevereiro de 2013) foi um ex-futebolista argentino que competiu nas Copa do Mundo FIFA de 1962 e 1966.

## Carreira

### Clubes
Apelidado de Tarzan pela maneira de se jogar na bola, ele começou sua carreira profissional no Ferro Carril Oeste em 1955, onde jogou até 1959. Ele então se transferiu, juntamente com seu companheiro de equipe Silvio Marzolini, para o Boca Juniors, onde estreou em 3 de abril de 1960 em uma vitória contra o Estudiantes de La Plata.
Roma ficou com o Boca até sua aposentadoria em 1972, tornando-se um dos maiores ídolos do clube, com um total de 323 partidas em todas as competições. Com o clube, Roma venceu a Primeira Divisão Argentina de 1962, 1964, 1965, 1969 e 1970. Em 1969, ele manteve sua meta intacta por 783 minutos.

### Seleção
Roma também jogou com a Seleção Argentina, inclusive na Copa do Mundo de 1962 e na Copa do Mundo de 1966. Ele fez um total de 42 jogo com a seleção entre 1956 e 1967.

## Títulos
- Campeonato Argentino: 1962, 1964, 1965, 1969 e 1970
- Copa da Argentina: 1969
- Copa America: 1967